# Kabinett Sztójay
Das Kabinett Sztójay war die Regierung des Königreichs Ungarn 1944. Es wurde am 22. März 1944 vom ungarischen Ministerpräsidenten Döme Sztójay gebildet und bestand bis 29. August 1944.

## Minister
Parteien:
_ Magyar Élet Pártja (Partei des Ungarischen Lebens)
_ Magyar Megújulás Pártja (Partei der Ungarischen Erneuerung)
_ parteilos
| Amt                                                                         | Amtsträger | Amtsträger              | Beginn Amtszeit | Ende Amtszeit   |
| --------------------------------------------------------------------------- | ---------- | ----------------------- | --------------- | --------------- |
| Ministerpräsident, Außenminister                                            |            | Döme Sztójay            | 22. März 1944   | 29. August 1944 |
| Stellvertreter des Ministerpräsidenten (bis 19.07.44)                       |            | Jenő Rátz               | 22. März 1944   | 19. Juli 1944   |
| Innenminister                                                               |            | Andor Jaross            | 22. März 1944   | 7. August 1944  |
| Innenminister                                                               |            | Miklós Bonczos          | 7. August 1944  | 29. August 1944 |
| Verteidigungsminister                                                       |            | Lajos Csatay            | 22. März 1944   | 29. August 1944 |
| Finanzminister                                                              |            | Lajos Reményi-Schneller | 22. März 1944   | 29. August 1944 |
| Justizminister, Minister für Kultus und Unterricht                          |            | István Antal            | 22. März 1944   | 29. August 1944 |
| Ackerbauminister, Minister ohne Geschäftsbereich für öffentliche Versorgung |            | Béla Jurcsek            | 22. März 1944   | 29. August 1944 |
| Minister für Handel und Verkehr                                             |            | Antal Kunder            | 22. März 1944   | 7. August 1944  |
| Minister für Handel und Verkehr                                             |            | Lajos Szász (interim)   | 7. August 1944  | 29. August 1944 |
| Minister für Industrie                                                      |            | Lajos Szász             | 22. März 1944   | 29. August 1944 |
| Minister ohne Geschäftsbereich für Wirtschaft (von 23.05.44 bis 07.08.44)   |            | Béla Imrédy             | 23. Mai 1944    | 7. August 1944  |